# Phellinites digiustoi
Phellinites digiustoi Singer & S. Archang. – gatunek grzyba kopalnego z monotypowego rodzaju Phellinites Rigby 1982.
Po raz pierwszy opisali go Rolf Singer i Sergio Archangelsky w 1958 r. Znaleziony został w skamieniałościach drewna araukarii w Patagonii w Argentynie.
Jest powszechnie akceptowany jako najstarszy znany okaz grzyba z grupy podstawczaków (Basidiomycota), a dokładniej należącej do niej grupy podstawczaków pojedynczopodstawkowych (Homobasidiomycetes). Datowany jest na środkową kredę.